# Himalayaparakit
Himalayaparakit (Psittacula himalayana) är en fågel i familjen östpapegojor inom ordningen papegojfåglar.

## Kännetecken

### Utseende
Himalayaparakiten är en 40 cm lång, slank och grön papegoja med mörkgrått huvud. På skuldrorna syns en liten röd fläck och den långa, spetsiga stjärten har gult längst ut. Den är svart på hakan och i ett halsband runt huvudet, i nacken blåaktig. Näbben är röd på övre näbbhalvan, gul på den undre. Könen liknar varandra, men honan saknar den röda skulderfläcken. Den östligare arten gråhuvad papegoja är mindre och har ljusare grått huvud.

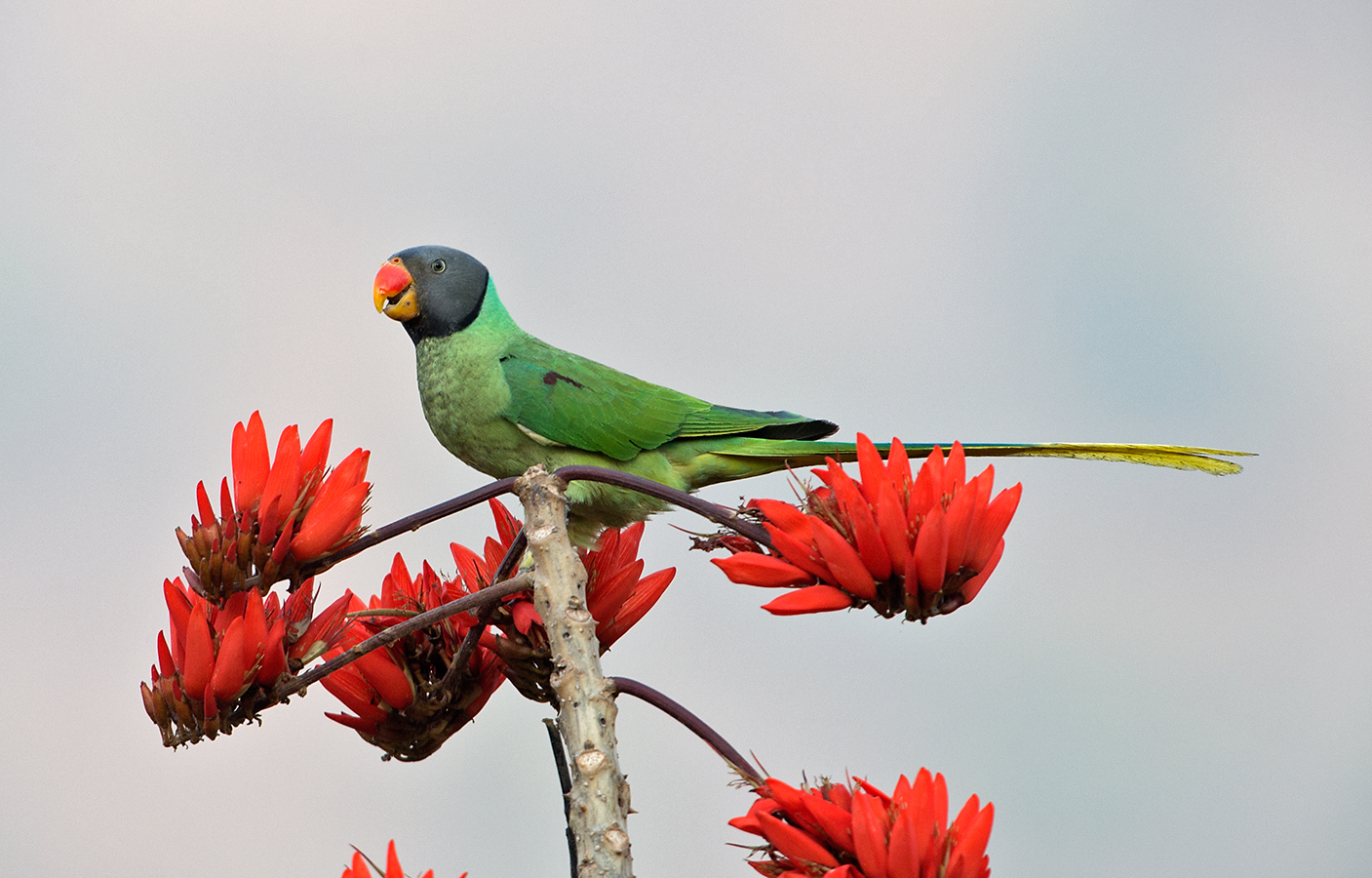
Hane himalayaparakit.

### Läten
Himalayaparakiten är en ljudlig art, som oftast låter höra ett högfrekvent, musikaliskt "tooi tooi", djupare än plommonhuvad papegoja (P. cyanocephala).

## Utbredning och systematik
Himalayaparakiten förekommer som namnet avslöjar i Himalaya, från Afghanistan till norra Indien, Nepal och västra Assam. Den behandlas som monotypisk, det vill säga att den inte delas in i några underarter. Tidigare erkända arten Psittacula intermedia har visat sig vara en hybrid mellan himalayaparakit och plommonhuvad parakit (P. cyanocephala). Gråhuvad parakit (P. finschii) behandlades tidigare som en underart till himalayaparakit, men urskiljs numera som egen art.

## Levnadssätt
Himalayaparakiten häckar i subtropiska barr- och lövskogar, framför allt med inslag av himalayaceder, men även i jordbruksbygd på mellan 1250 och 2500 meters höjd. Den födosöker mestadels i träden och ses flyga akrobatiskt, vanligen i synkroniserade flockar. Födan består av frukter och frön från exempelvis kamferträd, kornell, olvon, Duranta och ekarten Quercus dilatata. Fågeln häckar mellan mars och juli i ett hål i ett träd, i Afghanistan vanligen i gamla bon av fjällig gröngöling. Vintertid söker den sig till lägre liggande områden.

## Status och hot
Arten har ett stort utbredningsområde, men tros minska i antal, dock inte tillräckligt kraftigt för att den ska betraktas som hotad. Internationella naturvårdsunionen IUCN listar arten som livskraftig (LC). Världspopulationen har inte uppskattats men den beskrivs som generellt vanlig.